# TUCK'S MORNING RADIO
TUCK'S MORNING RADIO（タックス・モーニング・レディオ）は、北海道のFMラジオ放送局FM NORTH WAVEで2008年10月から2016年3月まで、平日 6:00 - 9:00に生放送されていたラジオ番組。

## DJ担当
- タック・ハーシー

## 主なコーナー
- 6:42 WEATHER IMFORMATION（ウェザー・インフォメーション） 
札幌、函館、旭川、帯広、釧路の天気と予想最高気温を伝える。
- 7:15 快適生活ラジオショッピング
- 7:42 FLIGHT & TRAFFIC IMFORMATION（フライト・トラフィックインフォメーション、提供：新千歳空港ターミナルビル）
新千歳空港発着便の運行、満席便の状況、新千歳空港のこの時間の天気、全国の天気や北海道旅客鉄道（JR北海道）や地下鉄の運転状況などを伝え、日本道路交通情報センターの担当者から、北海道内の普通道路の通行止め情報、峠道の天気、高速道路（札樽道・道央道・道東道）の渋滞・通行止め情報などを伝える。
- 7:50 THE STARTING POINT（ザ・スターティング・ポイント）
当月にデビューしたアーティストや、当月に誕生した音楽に纏わる場所や初めて開催されたフェスティバルなど、『何かが始まった』ことに関するワンポイントストーリーを紹介するコーナー。2009年11月まではダイドードリンコ、2010年1月から2010年3月までは斎久工業が提供していた。
- 8:00 TIME PASSAGE（提供：CSP セントラル警備保障）
- 8:10 WEATHER IMFORMATION（提供：札幌トヨタ）
- 8:15 TRAFFIC INFORMATION（月 - 木）
- 8:42 WEATHER IMFORMATION（提供：北洋銀行）